# Coldness (álbum de Kotipelto)
Coldness es el segundo álbum de estudio de la banda finlandesa, Kotipelto. Salió a la venta el 26 de abril del  2004 por el sello discográfico High And Loud. El disco llegó al puesto número 4 en Finlandia y se mantuvo ahí por 5 semanas. Tras tener algunos problemas serios con Timo Tolkki, el líder de Stratovarius, Timo Kotipelto fue despedido de la banda en la que había cantado en los últimos diez años. Rodeado de nuevo de grandes músicos talentosos, entre los que destacan Michael Romeo, guitarrista y líder de Symphony X, y Janne Wirman, teclista de Children of Bodom, Kotipelto ha compuesto otra vez sin discoteca más directo que los de Stratovarius, pero algo más oscuro que su primer álbum. "Coldness" sigue la estela de lo que fue "Waiting for the dawn", disco de debut aunque ha subido sin peldaño en cuanto más madurez y atractivo musical sí refiere. Mientras que su trabajo anterior sí mostraba algoritmo lineal y previsible, ahora se nota que Timo ha evolucionado, que es más notaciones suelto siendo el verdadero protagonista de que se trabajó y que ya no tiene que llamar simple "Proyecto" en su faceta en solitario.
"Reasons" es la segunda canción del disco publicado el 22 de marzo del 2004 del cantante finlandés, Timo Kotipelto en su proyecto en solitario Kotipelto, fue elegido como el videoclip del disco que llegó al puesto número 1 en Finlandia y se mantuvo hay por 9 semanas, destacando con escenas en donde vemos a Timo Kotipelto cantando en un auto en la nueve y a una mujer que esta perdida en las razones. El siguiente fue "Take Me Away" publicado el 7 de julio del 2004 que alcanzó el puesto número 4 en Finlandia y se mantuvo hay por 3 semanas.

## Lista de canciones
1. "Seeds Of Sorrow" - 4:11
2. "Reasons" - 3:50
3. "Around" - 5:25
4. "Can You Hear The Sound" - 3:23
5. "Snowbound" - 4:36
6. "Journey Back" - 3:42
7. "Evening's Fall" - 3:58
8. "Coldness Of My Mind" - 3:40
9. "Take Me Away" - 3:33
10. "Here We Are" - 6:23
11. "Beyond Dreams" (Japanesa Bonus Track) - 3:36

## Personal
1. Timo Kotipelto - voz principal
2. Michael Romeo - Guitarras (en pistas 1,2,3,4,6,7,8)
3. Juhani Malmberg - Guitarras (en pistas 5,9,10)
4. Jari Kainulainen - bajo
5. Janne Wirman - teclados
6. Mirka Rantanen - tambores

## Posicionamiento
| Año  | Listas        | País                 | Posición |
| ---- | ------------- | -------------------- | -------- |
| 2004 | Finnish chart | Bandera de Finlandia | 4        |